# Esteve Blanch i Busquets
Esteve Blanch i Busquets (Montagut (Sant Julià de Ramis), 1883 - Barcelona, 1968), conegut com a Evangelista de Montagut va ser un caputxí que va ser moralista i escriptor català.
Entrà a l'orde el 1902 i fou sacerdot des del 1907. Va ser definidor provincial, custodi al capítol general i guardià dels convents de Pompeia, Sarrià i l'Ajuda en diverses ocasions. Fou professor de teologia moral durant més de cinquanta anys al col·legi de teologia dels caputxins de Catalunya. Al convent de l'Ajuda de Barcelona va formar un equip de joves que difongueren la figura de Sant Francesc d'Assís durant l'any del centenari del seu traspàs. Va escriure ala revista Catalunya Franciscana, on fou director, a Estudis Franciscans, Apostolado Franciscano i el Butlletí de l'orde de Nostra Senyora de Pompeia. Fou amic d'un grup d'escriptors noucentistes.